# Турогомбоц
Турогомбо́ц (венг. túrógombóc) — мучное блюдо венгерской кухни, творожные клёцки, галушки или крокеты. Похожее блюдо — творожные клёцки «топфенкнёдель» — имеется в австрийской кухне.
Тесто для турогомбоц готовят из размятого творога с добавлением манной крупы, яичных желтков и взбитых белков, иногда маргарина и выдерживают некоторое время в холоде. Из теста формируют шарики диаметром 4—5 см, которые отваривают в подсоленной кипящей воде. Готовым клёцкам дают стечь и сервируют на подогретых тарелках. В виде десерта турогомбоц подают, посыпав поджаренными на сливочном масле или смальце панировочными сухарями, сахарной пудрой и полив растопленным сливочным маслом, сметаной и абрикосовым вареньем. Вместо сухарной крошки турогомбоц можно обвалять в смеси из молотого мака, сахарной пудры и лимонной цедры. Турогомбоц часто сервируют со сливовым компотом, к блюду также подходит токай-асу. В качестве основного блюда к турогомбоц подают только сметану.